# Tutti i soldi del mondo
Tutti i soldi del mondo (All the Money in the World) è un film del 2017 diretto e co-prodotto da Ridley Scott.
Tratto dal saggio di John Pearson, il film racconta di un celebre fatto di cronaca degli anni Settanta, ovvero il sequestro di John Paul Getty III, nipote dell'allora uomo più ricco del mondo, avvenuto a Roma nel 1973. Oltre che da Charlie Plummer nel ruolo di John Paul Getty, la pellicola è interpretata da Michelle Williams, Mark Wahlberg e Christopher Plummer, quest'ultimo nel ruolo dell'inflessibile miliardario Jean Paul Getty, nonno di Getty III.
Il film è noto anche per la controversa operazione volta a eliminare dal film Kevin Spacey, che originariamente vi interpretava J. Paul Getty, a causa delle accuse di molestie emerse nei suoi confronti: le scene da lui girate sono state infatti tagliate e girate nuovamente con Plummer al suo posto meno di un mese prima dell'uscita del film.

## Trama
Il 10 luglio 1973, il sedicenne John Paul Getty III, nipote dell'uomo più ricco del mondo dell'epoca, il magnate del petrolio Jean Paul Getty, viene rapito dalla Ndrangheta a Roma, dove vive con la madre. L'obiettivo dei rapitori è ottenere un lauto riscatto da parte del nonno del ragazzo: il miliardario lascia tuttavia la stampa e i rapitori stupefatti quando rifiuta categoricamente l'ipotesi che lui possa pagare la somma pattuita (17 milioni di dollari), anche se questo potrebbe significare la morte del nipote.
Per Gail Harris, madre del ragazzo che ha rifiutato qualsiasi alimento in cambio della piena custodia dei suoi figli quando ha divorziato dal padre di Paul, John Paul Getty Jr., inizia così una lotta contro il tempo per salvare il figlio da morte certa. Il suocero, benché si rifiuti financo di incontrare l'ex nuora, la fa però affiancare da Fletcher Chace, un ex agente della CIA che adesso lavora come negoziatore per la Getty Oil.
Paul è tenuto in ostaggio in una località remota nel sud Italia. Inizialmente i suoi rapitori, in particolare Cinquanta, non lo trattano con eccessiva durezza, perché il suo comportamento tranquillo e sottomesso difficilmente crea loro problemi. Con il passare dei mesi senza che il riscatto venga pagato, però, la situazione si fa sempre più tesa. Uno dei rapitori mostra accidentalmente la sua faccia a Paul, ma, prima che possa uccidere Paul in modo da impedirgli di identificarlo, viene ucciso da un altro rapitore. Il suo corpo bruciato e sfigurato viene ritrovato in mare e, in un primo momento, gli investigatori pensano che possa essere Paul. Gail viene portata a identificare il figlio, ma capisce subito che il cadavere non è il suo.
Una volta determinata l'effettiva identità del corpo, i Carabinieri riescono a ricostruire dove è tenuto in ostaggio Paul. Viene organizzata una retata, nel corso della quale vengono uccisi tutti i sequestratori presenti, ma Paul non viene ritrovato perché venduto a un'altra famiglia criminale, che assume Cinquanta per continuare a prendersi cura di Paolo e negoziare con Gail. I nuovi custodi di Paul sono molto meno pazienti e più spietati dei precedenti e negoziano in modo più aggressivo con la famiglia Getty per riscuotere il riscatto. In particolare, dopo che Paul riesce momentaneamente a scappare, lo riacciuffano e gli tagliano un orecchio. Il macabro trofeo viene spedito a un giornale per fare pressione sulla famiglia: i rapitori minacciano che continueranno a mutilare il ragazzo fino al pagamento del riscatto.
Alla fine, il vecchio Getty si convince a pagare, poiché i suoi fiscalisti hanno scoperto che prestando i soldi del riscatto al figlio, possono essere detratti interessi; il rapimento del nipote, quindi, verrà usato come detrazione fiscale. Tuttavia, in cambio del prestito, Gail dovrà a trasferire l'affidamento totale dei suoi figli al suo ex marito (che è però in uno stato quasi vegetativo a causa del suo abuso di droghe); i diritti parentali, quindi, saranno detenuti dal nonno.
Dopo ripetute trattative tra i rapitori e Gail e Chace, il riscatto viene abbassato a 4 milioni di dollari. L'avvocato di Gail, però, scopre che la cifra deducibile dal prestito risulta pari a 1 milione di dollari, non essendo quindi sufficiente a pagare il riscatto. Frustrata, Gail tenta un bluff: annuncia di avere l'intera somma, nella speranza che lei e Chace possano comunque trovare un modo per riavere Paul vivo. Nel frattempo, Chace affronta il vecchio Getty e, minacciandolo, lo convince involontariamente a fornire l'intero riscatto.
Seguendo le precise istruzioni dei rapitori, Gail e Chace lasciano i soldi in una località remota e, dopo un'attesa necessaria ai rapitori per contare i soldi, ricevono una chiamata che gli rivela dove trovare Paul. Su consiglio di Cinquanta, però, Paul è scappato, così Gail e Chace iniziano a cercarlo. Anche i rapitori iniziano a cercare Paul, con l'intenzione di ucciderlo, dopo aver scoperto che Chace li ha traditi facendosi seguire dai Carabinieri che intervengono in forze. Tutti convergono nella vicina città di Lauria all'imbrunire: il fuggiasco Paul incontra diverse persone che però si rifiutano di fornirgli assistenza per non essere implicate.
Quando sembra che Paul sia spacciato, perché uno dei rapitori lo ha intercettato, l'intervento di Cinquanta permette a Paul di scappare e portarsi in salvo fra le braccia della madre.
Quando il vecchio Getty muore nel 1976, Gail ha il compito di amministrare la ricchezza ereditata dai suoi figli fino alla loro maggiore età. I beni dei Getty sono stati, per ragioni fiscali, affidati dal defunto magnate a una fondazione di beneficenza, che gli ha permesso di evitare di pagare le tasse, ma gli impediva di poter spendere le sue entrate. Poteva però investirle, tuttavia, e accumulare un'enorme collezione di dipinti, sculture e altri manufatti, la maggior parte dei quali ora risiede nel J. Paul Getty Museum di Los Angeles.

## Produzione

### Pre-produzione
La sceneggiatura del film, scritta da David Scarpa, è stata inclusa nel 2015 nella Black List, la lista annuale delle migliori sceneggiature in circolazione non ancora prodotte. Scarpa ha adattato la sceneggiatura, incentrata sul rapimento di John Paul Getty III, a partire da Painfully Rich: The Outrageous Fortune and Misfortunes of the Heirs of J. Paul Getty, un saggio scritto da John Pearson incentrato sulle disavventure di diversi membri della famiglia Getty.
Ridley Scott ha letto la sceneggiatura nel 2016 durante le riprese di Alien: Covenant, rimanendone impressionato, e ha annunciato che avrebbe diretto il film nel marzo del 2017. Scott ha descritto entusiasticamente la sceneggiatura, dichiarando:
Nel marzo del 2017, il ruolo della protagonista Gail Harris è stato offerto a Natalie Portman, prima di essere accettato da Michelle Williams. Nello stesso mese, Kevin Spacey è entrato nel cast nel ruolo di J. Paul Getty, mentre Mark Wahlberg è entrato in trattative per partecipare al film, nel ruolo di un ex agente della CIA. Nel maggio del 2017, Charlie Plummer è entrato nel cast nel ruolo del giovane John Paul Getty III. Nel giugno dello stesso anno, Timothy Hutton ha completato il cast principale del film, entrando nel ruolo di Oswald Hinge, l'avvocato della famiglia Getty.
Riguardo alla scelta di Spacey, Scott ha dichiarato:
Riguardo alla scelta di Williams, invece:

### Riprese
Le riprese principali del film sono cominciate nel maggio del 2017 a Roma, con Dariusz Wolski come direttore della fotografia. Nel luglio dello stesso anno è stato allestito un gigantesco set in piazza Navona, che ricrea la piazza durante gli anni settanta, scelta come location del rapimento di Getty III. Sempre a luglio, si sono tenute delle riprese nella casa di campagna inglese Elveden Hall, nel Suffolk, utilizzata come location di alcuni flashback ambientati in Marocco. Le riprese si sono concluse nell'agosto del 2017. Spacey, che ha girato le sue scene in soli dieci giorni circa, si è dovuto sottoporre giornalmente a cinque ore di trucco prostetico per assomigliare all'ottantenne J. Paul Getty.
Il budget di produzione stanziato per il film è stato di circa 40 milioni di dollari.

#### Controversie e riprese aggiuntive
Nei mesi di ottobre e novembre del 2017, durante la post-produzione del film, Spacey si è ritrovato al centro di uno scandalo nato dalle accuse di molestie sessuali mosse nei suoi confronti, che ne hanno minato l'immagine pubblica. Scott e l'Imperative Entertainment hanno dunque cancellato l'anteprima del film, prevista per la chiusura dell'AFI Fest il 16 novembre, così come la campagna promozionale del film in vista dei premi Oscar 2018.
Al fine di mantenere la data di uscita originaria fissata per dicembre e così di non danneggiare le possibilità di guadagno della pellicola, i vertici della Imperative e della Sony hanno deciso di rimuovere Spacey dal film in fase di montaggio, per poi sostituire quest'ultimo con un altro attore attraverso una sessione di riprese aggiuntive, in modo da non penalizzare le altre persone coinvolte nella realizzazione della pellicola. Gli autori della proposta, inizialmente accolta con scetticismo dalla casa di produzione, sono stati il regista Ridley Scott e due dei produttori del film, Dan Friedkin e Bradley Thomas. Come sostituto di Spacey, Scott si è rivolto subito a Christopher Plummer, che, secondo una dichiarazione rilasciata dal regista dopo l'avvenimento, era stato la sua prima scelta per il ruolo, prima che la Sony lo spingesse ad assumere un interprete maggiormente "commerciale". Plummer ha accettato la parte ancor prima di leggere la sceneggiatura, siccome aveva voluto da sempre collaborare con Scott.
Le riprese aggiuntive sono cominciate il 20 novembre 2017 e si sono tenute a Roma e Londra, per un costo aggiuntivo di 10 milioni di dollari, un quarto del budget originale. Plummer, con solo pochi giorni utili a prepararsi per il ruolo, si è rifiutato di vedere l'interpretazione di Spacey per non esserne influenzato e "creare il proprio Getty", paragonando la mancanza di preparazione e di fonti esistenti su cui basare il personaggio, vista l'estrema riservatezza che il magnate ebbe durante il corso della propria vita, all'esperienza recitativa del teatro. Inizialmente si pensava che sia Williams che Wahlberg avessero accettato di ri-girare le loro scene con Plummer senza ricevere alcun compenso, invece si è scoperto in seguito che per i dieci giorni di riprese aggiuntive l'attrice venne pagata 800 dollari mentre l'attore 1,5 milioni, scatenando ulteriori polemiche relative alla disparità di compensi tra i due. Alla fine Wahlberg decise di donare la cifra all'associazione anti-molestie Time's Up.
Le riprese aggiuntive sono terminate il 29 novembre, meno di un mese prima dell'uscita del film.
Nel dettaglio dei costumi è presente un errore temporale sulle divise dei carabinieri: nel film si vedono già le divise estive nere che vennero adottate solamente dal 1987 in poi. Prima di questa data il colore delle divise estive era ancora il cachi. Inoltre il furgone su cui viene caricato Paul Getty dopo il rapimento attraversa il casello autostradale senza fermarsi, come fosse dotato di Telepass, dispositivo introdotto solo due decenni dopo. Nel finale del film si fa intendere che Getty sia morto il giorno della liberazione del nipote mentre in realtà morì solo tre anni dopo. È vero invece che in quella data compì il suo 81º compleanno.

### Post-produzione
Impossibilitato a girare nuovamente nella location del deserto saudita per ragioni di tempo e finanziarie, Scott ha dovuto ricreare le scene lì ambientate con il solo Plummer davanti a un green screen, per poi farlo inserire digitalmente al posto di Spacey nelle scene precedentemente girate in location. Il regista ha paragonato la situazione alle difficoltà sopraggiunte durante la produzione del suo film del 2000 Il gladiatore, quando l'attore Oliver Reed morì a riprese non ultimate, costringendo la produzione a ricorrere alla computer grafica per le scene rimanenti. Tuttavia, un campo lungo della scena in cui Getty scende dal treno fermo nel deserto è risultato essere troppo complicato da modificare digitalmente nel breve tempo a disposizione, ed essendo Spacey difficilmente riconoscibile per via della lontananza, Scott ha deciso alla fine di lasciare invariata quell'inquadratura, rendendola l'unica rimasta di Spacey nell'intero film.
Il montaggio delle riprese aggiuntive è stato completato di pari passo con lo svolgimento delle stesse, siccome Scott, girando il film in digitale, poteva inviare istantaneamente il girato alla montatrice Claire Simpson.

## Distribuzione
L'anteprima di Tutti i soldi del mondo si è tenuta il 18 dicembre 2017 al Samuel Goldwyn Theater di Beverly Hills. Originariamente previsto per il 22 dicembre 2017, il film è stato distribuito nelle sale cinematografiche statunitensi da TriStar Pictures a partire dal 25 dicembre dello stesso anno, onde evitare una competizione diretta con il blockbuster Star Wars: Gli ultimi Jedi.
È stato distribuito nelle sale italiane a partire dal 4 gennaio 2018 da Lucky Red.

## Accoglienza

### Critica
Il film ha ricevuto recensioni positive da parte della critica. Sull'aggregatore di recensioni Rotten Tomatoes ha un indice di gradimento del 79% basato su 260 recensioni, con un voto medio di 7 su 10. Su Metacritic ottiene un punteggio di 72 su 100 basato su 47 recensioni.

## Riconoscimenti
- 2018 - Premio Oscar
  - Candidatura per il miglior attore non protagonista a Christopher Plummer
- 2018 - Golden Globe[40]
  - Candidatura per la miglior regia a Ridley Scott
  - Candidatura per la miglior attrice in un film drammatico a Michelle Williams
  - Candidatura per il miglior attore non protagonista a Christopher Plummer
- 2018 - Premio BAFTA
  - Candidatura per il miglior attore non protagonista a Christopher Plummer

## Citazioni
Nel film viene offerto in vendita a Jean Paul Getty un dipinto che vale un milione di dollari: si tratta in realtà della Madonna col Bambino disteso di Albrecht Dürer.